# Liste der Baudenkmale in Warnow (bei Bützow)
In der Liste der Baudenkmale in Warnow sind alle denkmalgeschützten Bauten der Gemeinde Warnow (Mecklenburg-Vorpommern) und ihrer Ortsteile aufgelistet (Stand 10. Februar 2021).

## Baudenkmale nach Ortsteilen

### Buchenhof
| ID   | Lage               | Bezeichnung | Beschreibung | Bild |
| ---- | ------------------ | ----------- | ------------ | ---- |
| 0035 | Dorfstr. 7 (Karte) | Gutshaus    |              |      |

### Eickelberg
| ID   | Lage                            | Bezeichnung        | Beschreibung | Bild           |
| ---- | ------------------------------- | ------------------ | ------------ | -------------- |
| 0280 | zwischen Eickelberg und Eickhof | Allee              |              |                |
| 0284 | Dorfstraße 12 (Karte)           | ehem. Gutshaus     |              | Weitere Bilder |
| 0283 | Dorfstraße 16 (Karte)           | ehem. Scheune      |              | ehem. Scheune  |
| 0281 | Dorfstraße 19 (Karte)           | Wohnhaus           |              | Wohnhaus       |
| 0282 | Dorfstraße 20/21 (Karte)        | Wohnhaus           |              | Wohnhaus       |
| 2306 | südl. des Gutshauses            | Wirtschaftsgebäude |              |                |
| 0285 | Dorfstraße 23 (Karte)           | Kirche             |              | Weitere Bilder |

### Eickhof
| ID   | Lage                  | Bezeichnung                         | Beschreibung | Bild                                |
| ---- | --------------------- | ----------------------------------- | ------------ | ----------------------------------- |
| 0286 | Dorfstr. 4 (Karte)    | Schrankenposten 168, Bahnwärterhaus |              | Schrankenposten 168, Bahnwärterhaus |
| 0287 | Dorfstraße 11 (Karte) | Wassermühle                         |              | Wassermühle                         |
| 2314 | Dorfstraße 11b        | ehem. Pferdestall                   |              |                                     |

### Klein Raden
| ID   | Lage                | Bezeichnung | Beschreibung | Bild |
| ---- | ------------------- | ----------- | ------------ | ---- |
| 0342 | Dorfstr. 16 (Karte) | Wohnhaus    |              |      |

### Lübzin
| ID   | Lage                   | Bezeichnung       | Beschreibung | Bild |
| ---- | ---------------------- | ----------------- | --- | ---- |
| 0365 | Schlossstr. 26 (Karte) | Gutshaus mit Park | Neobarocker, 2-gesch., 15-achs., unsanierter Putzbau von 1911 mit Mittelrisalit und Portikus sowie Mansarddach mit Dachreiter und Glockenhaube; Gut mit häufig wechselnden Lehnsherren, dann bei den Familien Mecklenburg (ab 1740), Hillmann (1787–A. 20. Jh.) und Viering (bis 1945) |      |
| 0367 | Schlossstr. 30 (Karte) | Neubauernhaus     | |      |

### Rosenow
| ID   | Lage                       | Bezeichnung | Beschreibung | Bild |
| ---- | -------------------------- | ----------- | ------------ | ---- |
| 0417 | Forsthof 2                 | Forsthaus   |              |      |
| 0418 | Sternberger Str. 6 (Karte) | Wohnhaus    |              |      |
| 0419 | Witziner Str. 19 (Karte)   | Gutshaus    |              |      |

### Schlockow
| ID   | Lage               | Bezeichnung   | Beschreibung | Bild |
| ---- | ------------------ | ------------- | ------------ | ---- |
| 0438 | Dorfstr. 2 (Karte) | Pferdestall   |              |      |
| 0439 | Dorfstr. 2 (Karte) | Schweinestall |              |      |

### Warnow
| ID   | Lage                           | Bezeichnung                                                              | Beschreibung | Bild                                                                     |
| ---- | ------------------------------ | ------------------------------------------------------------------------ | ------------ | ------------------------------------------------------------------------ |
| 0470 | Am Bahnhof 121 (Karte)         | Bahnhof                                                                  |              | Weitere Bilder                                                           |
| 0471 | Mühlenstraße 84 (Karte)        | August-Bebel-Oberschule mit Grünanlage                                   |              |                                                                          |
| 0472 | Dorfstraße 32 (Karte)          | ehem. Landwarenhaus                                                      |              |                                                                          |
| 0474 | Dorfstraße 68 (Karte)          | Wohnhaus                                                                 |              | Wohnhaus                                                                 |
| 0475 | Dorfstraße (Karte)             | Kapelle mit Friedhof, Glockenstuhl, Kriegerdenkmal 1914/18 und Mausoleum |              | Kapelle mit Friedhof, Glockenstuhl, Kriegerdenkmal 1914/18 und Mausoleum |
| 0476 | Mühlenstraße 108 (Karte)       | Wohnhaus                                                                 |              |                                                                          |
| 0478 | Schmiedestraße 64, 64a (Karte) | Wohnhaus                                                                 |              |                                                                          |
| 0479 | Schmiedestraße 65 (Karte)      | Wohnhaus                                                                 |              |                                                                          |
| 0480 | Schmiedestraße 66, 67 (Karte)  | Wohnhaus                                                                 |              |                                                                          |

## Ehemalige Denkmale

### Buchenhof
| ID | Lage            | Bezeichnung               | Beschreibung                      | Bild |
| -- | --------------- | ------------------------- | --------------------------------- | ---- |
|    | Dorfstr. 2/4/14 | Wohnhaus mit linkem Stall | Wohnhaus Nr. 14 2014 eingestürzt. |      |

### Lübzin
| ID | Lage          | Bezeichnung | Beschreibung | Bild |
| -- | ------------- | ----------- | ------------ | ---- |
|    | Schlossstraße | Speicher    |              |      |

### Warnow
| ID | Lage                                 | Bezeichnung | Beschreibung | Bild |
| -- | ------------------------------------ | ----------- | ------------ | ---- |
|    | Dorfstraße, gegenüber Schmiedestraße | Scheune     |              |      |

## Quelle
Denkmalliste des Landkreises Rostock A ‐ Z (Stand: 10. Februar 2021; PDF, 497 KB). 